# Савка Омелян Мафтейович
Савка Омелян Мафтейович (* 31 липня 1920 року, с. Ясени Сторожинецького району Чернівецької області — † 8 квітня 2005 року, м. Чернівці) — український актор. Заслужений артист УРСР.

## Життєпис
Омелян Савка народився 31 липня 1920 року в с. Ясени жудець Сторожинець (на той час Буковина входила до складу Румунського королівства).

Закінчив семикласну румунську школу в рідному селі. 

Працював у сільському господарстві. 

В час Другої Світоваї війни був мобілізований під Бухарест на примусові роботи, де прокладав залізницю. 

1944 року повертається додому, пройшовши пішки два тижні. 

Навчався в театральній студії Чернівецького драмтеатру імені О.Кобилянської під керівництвом В.Василька (1944–1946). З 1944 р. — актор цього ж театру. 

1966 року в Чернівцях закінчив вечірню школу і вступив у культурно-освітнє училище на режисерський відділ (нині училище мистецтв ім. С.Воробкевича). Його наставниками були П. Г. Міхневич, В. А. Жехарський, Ю. О. Величко, Г. Я. Янушевич.

Закінчив Чернівецьке культурно-освітнє училище 1966 року. 

З 1944 року і до кінця свого життя О.Савка був актором Чернівецького музично-драматичного театру ім. О.Кобилянської. 

За півстоліття сценічної діяльності із скромного сільського аматора Савка виріс у чудового актора.
Разом з театральною трупою гастролював майже по всіх куточках колишнього Радянського Союзу.
Зіграв понад 200 ролей, улюбленими з яких були: 

радник Гавкало — «Запечатаний двірник», Никифір — «Дністрові кручі» Ю.Федьковича, Стецько — «Сватання на Гончарівці» Г.Квітки-Основ'яненка, Михайло Дончук — «В неділю рано зілля копала…» О.Кобилянської. 

Знімався в кінострічках «Перевал», «Вишневі ночі», «Земля», «Леся», "Вовчиха"та інші.
Савка — митець, наділений гарними вокальними даними, сценічною пластикою, тонким гумором.
Його амплуа ефектно розкривалось у багатьох епізодичних ролях, зокрема у музичних виставах «Українські вечорниці», «Ой, радуйся земле», «Як наші діди парубкували», «Лови на ловців» та інших.

У 1960 році за майстерну гру під час гастролей в Москві отримав Почесну грамоту Президії ВР УРСР.
У 1980 році отримав звання «Заслужений артист УРСР».

Помер 8 квітня 2005 року.

О.Савку вважали найстаршим актором театру.

«Він був талановитим фанатом (за його словами: „Театр — це рідна сім'я“), який працював не заради зарплатні, а для душі. Більше свого життя провів на сцені, ніж вдома. Його день розпочинався на репетиції, а завершувався черговою виставою».

## Творчість

### Театр
В театрі Савка О. М. зіграв понад 200 ролей. 

Основні з них;
- Каленик («Майська ніч» М.Старицького),
- Микола («Наталка Полтавка» І.Котляревського),
- Опанас («Циганка Аза» М.Старицького),
- Куць («Лісом пісня» Л.Українки),
- Прокіп («Сватання на Гончарівці» Г.Квітки-Основ'яненка),
- тракторист («Червоні маки» за романом «Вишневий сад» В.Бабляка) тощо.

Найбільш яскраво акторське обдарування актора розкрилося у виставах буковинського сценічного літопису. 

Це образи:
- Онуфрій Лопата і Дончук («Земля» і «В неділю рано зілля копала» за творами О.Кобилянської),
- Гавкало («Запечатаний двірник» Ю.Федьковича),
- Побережник і Микола («Гнат Приблуда» і «Па» мандатор" С.Воробкевича),
- Василь, Омелян і Никифор («Вовчиха» «Дзвонять дзвони» і «Дністрові кручі» О.Ананьєва),
- Мороз («Вітрова донька» В. Зубаря) та ін.

### Кіно
Знімався в кінострічках:
- «Перевал»
- «Вишневі ночі»
- «Земля»
- «Леся»
- «Вовчиха»
- «Співачка Жозефіна й Мишачий Народ»

## Нагороди та звання
- Заслужений артист УРСР (1980),
- Почесна грамота президії УРСР (1960),
- Медаль «За доблесну працю» (1979)